# Ngọc Thủy
Ngọc Thủy (1940 tại Hưng Yên – 14 tháng 2 năm 2004) tên khai sinh là Nguyễn Ngọc Thủy là một nam diễn viên kịch nói và truyền hình người Việt Nam. Ông là Phó đoàn, Trưởng đoàn kịch nói Hải Phòng, là Ủy viên Ban Chấp hành Hội Nghệ sĩ sân khấu Việt Nam, Liên hiệp các hội Văn học - Nghệ thuật Việt Nam. Ngọc Thủy được phong tặng danh hiệu Nghệ sĩ Nhân dân vào năm 1997.
Ngọc Thủy sinh năm Canh Thìn 1940 tại xã Ðại Ðồng, Văn Lâm, Hưng Yên.
Ông thuộc thế hệ diễn viên khóa đầu tiên của hệ thống trường sân khấu Việt Nam, một trong những người nòng cốt xây dựng và phát triển loại hình kịch nói đất Cảng. Ông là người đầu tiên thủ vai cụ Hồ trong vở "Lịch sử và nhân chứng", năm 1986 của đạo diễn Hoài Giao. Đây là một vai diễn nổi bật và cũng là vai diễn để lại ấn tượng sâu sắc trong lòng khán giả.
Ông đã đoạt Huy chương vàng Hội diễn sân khấu chuyên nghiệp toàn quốc 1970 với vai một phó tỉnh trưởng chính quyền Sài Gòn trong Huế mùa xuân của Lưu Trọng Lư và vinh dự được nhà nước tặng Huân chương Kháng chiến chống Mỹ, cứu nước hạng nhì.
Ông còn đóng vai chính trong bộ phim điện ảnh Người về đồng cói (1973) của đạo diễn Bạch Diệp. Từ thập niên 1990 – 2000, ông còn tham gia đóng một số phim truyện nhựa và phim truyền hình như Kẻ không cầu may, Ba lần và một lần,...
Ngọc Thủy qua đời ngày 14 tháng 2 năm 2004 tại Hà Nội, thọ 64 tuổi.